# Dirk van der Merwede

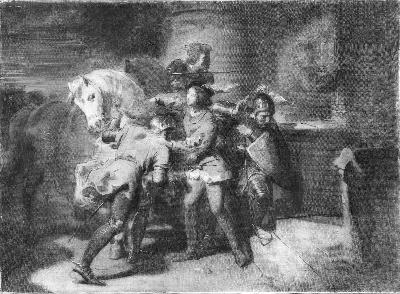
Jacoba van Beieren in mannenkleding op de vlucht met haar drie helpers, met de klok mee Diederik van der Merwede (op paard), Vos van Delft, Jacoba van Beieren en Arnoud Spiering van Aalburg volgens 19e-eeuwse traditie. tekening Johannes Hinderikus Egenberger.

wapen Dirk van Merwede

Diederik (Dirk) van der Merwede (Eethen, 1383 - Meeuwen, 24 mei 1452) was heer van Meeuwen, Eethen, 's Gravenmoer, Baerdwijck (Baardwijk), Burgst, Sliedrecht en Zuydewijn (kasteel Zuidewijn) en Slotvoogd van Geertruidenberg (1414-1421) en Heusden (1431-1447).

## Levensloop
Hij was een zoon van Nicolaas van der Merwede en Heilwich van Heukelom. Dirk werd voor het eerst vermeld in 1414 toen hij een belofte van trouw aflegde tegenover Jacoba van Beieren. Tijdens de Hoekse en Kabeljauwse twisten was hij een belangrijk steunpilaar voor vrouwe Jacoba als Hoekse medestander. Als slotvoogd tijdens het Beleg van Geertruidenberg (1420) door Kabeljauwse tegenstanders vervulde hij een heldenrol: na de belegering van zijn kasteel, die een half jaar duurde, wist hij met enkele medestanders te ontsnappen naar Breda. Dirk zou met zijn vazal Arnoud Spiering van Aalburg in augustus 1425 een van degenen zijn geweest die Jacoba van Beieren hielp ontsnappen uit het Gentse Gravensteen.
Aan Dirk van der Merwede worden twee beweegredenen toegeschreven. Hij zou een verwoede Hoek zijn die koste wat het kost Jacoba van Beieren aan de macht wilde helpen, en Filips de Goede zou hem hebben omgekocht om de ontsnappingsactie op touw te zetten. Een feit is dat Dirk na de Zoen van Delft (1428) zijn bezit wist te vergroten. Dirk leverde een bijdrage aan Jacoba's strijdcampagne tegen Filips, met de Slag bij Alphen aan den Rijn en het beleg van Haarlem. Na het vredesverdrag in 1428 hield hij zich bezig met conflicten in zijn eigen streekgebied van Baardwijk en Meeuwen, in 1431 werd hij aangesteld als kastelein van kasteel Heusden in de gelijknamige stad.
Onder de leiding van Dirk van de Merwede werd de eerste bedijking gedaan na de Sint-Elisabethsvloed van 1421, hij was verantwoordelijk voor de bouw van diverse dijken als de Zoutendijk, Mosterdijk en de Heidijk in het Land van Heusden in 1432. Dirk overleed in 24 mei 1452, zijn graf is nog steeds te bezichtigen in de gemeentelijke kerk van Meeuwen. Hij werd in diverse Proza uit de 15e, t/m de 18e eeuw verheerlijkt als held of ultieme ridder.